# چیه تاناکا
چیه تاناکا (انگلیسی: Chie Tanaka؛ زادهٔ ۱۷ اوت ۱۹۸۱) یک هنرپیشه اهل ژاپن است. وی از سال ۱۹۹۸ میلادی تا کنون مشغول فعالیت بوده‌است، از فیلم‌ها یا برنامه‌های تلویزیونی که وی در آنها نقش داشته‌است می‌توان جنگجویان رنگین‌کمان:مرد راستین را نام برد.